# Atanasi I de Constantinoble
Atanasi I (1230-28 d'octubre del 1310) fou patriarca ecumènic de Constantinoble dues vegades, des del 1289 fins al 1293 i des del 1303 fins al 1309. Nasqué a Adrianòpolis i morí a Constantinoble. Fou nomenat patriarca per l'emperador Andrònic II Paleòleg. S'oposà a la reunió de les esglésies grega i romana i promulgà una reforma eclesiàstica que suscità l'oposició del clergat. El 1293 dimití, però el 1303 fou restaurat al càrrec amb un gran suport popular. Tanmateix, a principis del 1310 els clergues favorables a la reunió de les esglésies el forçaren a retirar-se.
A l'Església Ortodoxa és considerat sant i la seva festivitat es commemora el 28 d'octubre.